# Застава Аустрије
Застава Аустрије има три једнака хоризонтална поља, црвене (врх), беле и црвене боје.

## Историја
Сматра се да је застава Аустрије, заједно са данском заставом, међу најстаријим националним заставама на свету.
Према легенди, заставу је измислио војвода Леополд V од Аустрије (1157—1194) за време жестоке битке током Крсташких ратова. Након битке, његова борбена одора је била потпуно натопљена крвљу, али када је скинуо појас, платно испод њега је било потпуно неупрљано крвљу. Био је под толиким утиском овог призора да је ове боје и шему усвојио за своју заставу.
У ствари, заставу је у 13. веку дизајнирао војвода Фредерик II од Аустрије (1210—1246; познат као 'Фредерик Пргави'), последњи из династије Бабенберг. Фредерик је желео већу независност од Светог римског царства. Због овога је направио нови грб: црвено поље са сребрном траком. Најстарији приказ нове заставе се налази на печату који се чува у манастиру Лилиенфелд (Доња Аустрија), и потиче из 30. новембра, 1230.

## Галерија
- Народна застава
- Застава Аустријског царства
- Застава Аустроугарске (1869–1918)